# Bảo Nam
Bảo Nam là một xã thuộc huyện Kỳ Sơn, tỉnh Nghệ An, Việt Nam.
Xã Bảo Nam có diện tích 60,98 km², dân số năm 1999 là 2523 người, mật độ dân số đạt 41 người/km². Xã gồm 10 bản với 100% là người dân tộc Khơ Mú.